# Besuch für Emma
Besuch für Emma ist ein deutscher Fernsehfilm von Ingo Rasper aus dem Jahr 2015, der im Auftrag für Das Erste produziert wurde.

## Handlung
Emma Beeskow arbeitet als Kassiererin in einem Discounter. Die Einsamkeit, die sie bei ihrer Tätigkeit empfindet, plagt sie so sehr, dass sie sogar Kunden das Portemonnaie entwendet, um diese danach als angebliche Finderin in ihre Wohnung zu lotsen, wo sie sie sogar bekocht. Bisher blieb ihre Masche unentdeckt, doch nun bemerkt ein Kunde noch im Laden, dass seine Geldbörse fehlt, und da der Obdachlose August Zinnerberg an der Kasse unmittelbar neben ihm stand, wird dieser von dem Kunden beschuldigt, das Portemonnaie gestohlen zu haben. Die Polizei wird gerufen und Zinnerberg mit zur Wache genommen. Emma ist das sichtlich unangenehm, dass der Mann nun ihretwegen Ärger hat, aber sie kann ihm in dieser Situation nicht helfen, ohne sich selbst in große Schwierigkeiten zu bringen.
Am nächsten Tag ist Zinnerberg wieder bei Emma an der Kasse und deutet an, dass sie ihm etwas schuldig sei. Er hat nämlich beobachtet, wie sie das Portemonnaie an sich genommen hat. Seine Kontaktaufnahme endet damit, dass Emma ihn mit zu sich nach Hause nimmt, ihn duschen lässt und seine Sachen wäscht. Dabei sieht sie auf seinen Ausweis und stellt fest, dass der Mann sogar adelig ist und August von Zinnerberg heißt. Obwohl Emma ja eigentlich auf Kontaktsuche zu anderen Menschen ist, macht ihr ihre ungewollte Einquartierung ein wenig Sorge. Zinnerberg hat so seine eigenen Vorstellungen, benimmt sich absolut nicht so, wie sie es sich erwartet. So ist sie froh, als sie ihn am nächsten Tag wieder los ist. Doch die Freude ist nur von kurzer Dauer, schon am folgenden Tag steht er wieder vor ihrer Tür, um ihr die Sachen zurückzubringen, die sie ihm geliehen hat. Ihr Abendessen teilt sie sich nun mit Zinnerberg, der nun meint, dass es sich ja eigentlich gelohnt habe, sich für sie verhaften zu lassen. Emma ist mittlerweile auch nicht mehr so abweisend gegenüber Zinnerberg und stellt fest, dass beide die gleiche Vorliebe für Musik und insbesondere Elvis Presley haben. So entwickelt sich der Abend für Emma zwar anders als geplant, aber doch sehr unterhaltsam. Zinnerberg erzählt aus seinem Leben, weil Emma wissen möchte, wie er auf der Straße „landen“ konnte. August, wie sie ihn nun nennen darf, erklärt, dass er mit dem Geld, das er sehr früh zur Verfügung hatte, einfach nicht umgehen konnte.
Während Emma davon überzeugt ist, dass August ein Mensch ist wie jeder andere auch, traut sie sich nicht, ihren Arbeitskollegen gegenüber zu ihm zu stehen. Er hat aufgrund des Polizeieinsatzes Hausverbot im Discounter und als er kurz mit Emma sprechen will, wird er sehr unsanft vor die Tür gesetzt. Ihr ist das zwar unangenehm, aber sie nimmt erst nach Feierabend mit August Kontakt auf, um sich zu entschuldigen. Dieser nimmt das murrend zur Kenntnis und macht sich auf „seiner“ Parkbank für die Nacht fertig.
Nachdem Emma tagelang nichts von August gehört hat und der Wintereinbruch naht, macht sie sich langsam Sorgen. Sie versucht ihn zu finden, doch weder auf der Straße oder in Kneipen, wo er sonst Musik macht, noch in den Wärmestuben ist er zu finden. Als sie August dann endlich aufspürt, macht er einen sehr mitgenommenen Eindruck. Er hat sich auf einem Dachboden im Trockenen eingerichtet und hustet stark. Emma will es nicht verantworten, ihn weiter dort campieren zu lassen. Widerwillig kommt August mit und lässt sich von Emma versorgen. Sie meldet sich sogar selber bei ihrem Arbeitgeber krank, damit sie für August, der starkes Fieber hat, da sein kann. Doch kaum, dass es ihm etwas besser geht, nervt er sie auch schon wieder mit seinen Bemerkungen. Doch gelingt es ihm, Emma ein wenig von seiner Fähigkeit abzugeben, das Leben etwas leichter zu nehmen. So nimmt sie sich einfach ihre sechs Wochen Urlaub und will, sobald August wieder ganz gesund ist, mit ihm zusammen in Urlaub fahren. Aber für August ist das nichts, so auf Dauer an einem Ort. Er ist Musiker und braucht seine Freiheit. Er lebt seit 15 Jahren auf der Straße und reagiert allergisch auf Almosen. Er ist ihr dankbar für alles, was sie für ihn getan hat, aber so eine „Notgemeinschaft“ würde keinen von beiden glücklich machen. Er packt seine Sachen und geht.
Emma ist wütend und reagiert sich erst einmal mit lautstarker Musik und Hausputz ab. Dann geht sie, anstatt wie sonst nur allein zu Hause zu sitzen, aus und genießt das tobende Leben der Großstadt. Ihre Urlaubsreise will sie erst gar nicht antreten, überlegt es sich dann aber anders und bucht sogar einen Flug nach Amerika – für sich ganz allein. Als sie August von ihren Plänen berichtet, ist der sehr erstaunt, bringt sie aber dann zum Bahnhof.

## Hintergrund
Besuch für Emma wurde unter dem Arbeitstitel Lonely Emma vom 3. November 2014 bis zum 7. Dezember 2014 an Schauplätzen in Berlin gedreht. Für Die Produktion zeichnen die H&V Entertainment und Novafilm Fernsehproduktion verantwortlich.

## Kritik
Rainer Tittelbach von tittelbach.tv meinte, Besuch für Emma sei ein Fernsehfilm, „der ganz ohne die üblichen Fallhöhen-Tricks, ohne Unterschicht-Klischees und Sozialromantik auskommt. Ein bisschen Selbstfindung ist drin’; in erster Linie aber ist diese lebenskluge Tragikomödie ein beiläufig realistisch und sensibel erzählter Film über eine Frau um die Fünfzig.“
Für die Fernsehzeitschrift TV Spielfilm lieferte Besuch für Emma „Melancholie mit Berliner Schnauze - toll!“. Sie gab dem Film die bestmögliche Wertung, den nach oben zeigenden Daumen.
Fernsehserien.de schrieb: „In ‚Besuch für Emma‘ erzählt Max-Ophüls-Preisträger Ingo Rasper nach einem Drehbuch von Karlotta Ehrenberg eine Berliner Großstadtgeschichte mitten aus dem Leben. Dagmar Manzel beeindruckt als einsame Frau in den besten Jahren, die lernen muss, aus eigener Kraft glücklich zu sein. Der gewitzte August […] (Henry Hübchen), öffnet ihr dafür die Augen. Mit Liebe zum Detail und seinen Charakteren wurde der Film inszeniert und ausgestattet. Der Look in Pastell-Tönen gibt der am berühmt-berüchtigten Kottbusser Tor spielenden Tragikomödie einen wunderbar versöhnlichen Touch. Mit diesem Film gratuliert das MDR-Fernsehen der großen Schauspielerin Dagmar Manzel zum 60. Geburtstag.“
Jens Müller urteilte in der taz, es komme einem so vor, als wollte die ARD den Eindruck, die Degeto sei ihre hauseigene Süßwarenfabrik, ein für alle Mal begraben: „Mit ‚Besuch für Emma‘ bringen Karlotta Ehrenberg (Buch) und Ingo Rasper (Regie) das im deutschen Fernsehen einzigartige Kunststück fertig, eine (trotz ‚Kotti‘) kein Klischee bedienende, nichts beschönigende, gänzlich unromantische, absolut kitschfreie und dabei nahezu warmherzige, doch irgendwie schöne Geschichte zu erzählen. Nicht zu fassen!“